# 卢基乌斯·科尔内利乌斯·西庇阿·亚细亚提库斯
（征服亚洲的）卢基乌斯·科尔内利乌斯·西庇阿（拉丁语：Lucius Cornelius Scipio Asiaticus，?—?），古罗马政治家，大西庇阿的兄弟，公元前190年的执政官。

## 简介
卢基乌斯·科尔内利乌斯·西庇阿为前218年的执政官普布利乌斯·科尔内利乌斯·西庇阿之子。他在很年轻的时候就成为市政官（具体时间无法确定），以求在罗马政界的晋升体系中进一步发展。前210年，卢基乌斯·科尔内利乌斯·西庇阿随其兄大西庇阿前往西班牙作战，在后者的麾下服役。
卢基乌斯·科尔内利乌斯·西庇阿于前193年当选为裁判官，这是参加执政官选举前的最后一个必要台阶。他在前191年第一次竞选执政官职位，但未能当选。可能是依靠其兄的影响，他终于在前190年当选为执政官。
卢基乌斯·科尔内利乌斯·西庇阿在执政官任内的最重要事务就是领导了反对塞琉古帝国的战争。塞琉古帝国是当时东方最强大的希腊化国家，尚未清楚罗马的军事威力；其统治者收留罗马的宿敌汉尼拔，并企图染指欧洲。在塞琉古帝国对希腊的入侵被击退后，罗马元老院决心派遣远征军进攻其位于亚洲的本土作为报复。卢基乌斯·科尔内利乌斯·西庇阿作为在任的执政官被理所当然地任命为远征军的统帅。然而，真正掌握军权的却可能是随同出征的大西庇阿。
在前190年的马格尼西亚战役中，卢基乌斯·科尔内利乌斯·西庇阿打败了塞琉古帝国国王安条克三世。由于大西庇阿在战前病倒，元老院将全部荣誉归于卢基乌斯，他因此获得了“征服亚洲的”（ASIATICVS）的称号。
战争结束后，卢基乌斯·科尔内利乌斯·西庇阿并没能风光多长时间。他在前187年被保民官指控私吞了安条克三世偿付罗马的赔款。事实上，这起事件的矛头可能是针对大西庇阿的。只是依靠大西庇阿的政治盟友老格拉古的帮助，卢基乌斯·科尔内利乌斯·西庇阿才免于坐牢，但被迫变卖家产以支付罚款。这件事使他完全丧失政治威望，可能从此退出政界，不再见于史册记载。

## 资料来源
- 苏联历史百科全书·人物卷，1961~1973

| 前任： 普布利乌斯·科尔内利乌斯·西庇阿·纳西卡 & 马尼乌斯·阿基利乌斯·格拉布里奥 | 罗马执政官 前190年 与盖乌斯·拉埃利乌斯共职 | 繼任： 马尔库斯·弗尔维乌斯·诺比利奥尔 & 格奈乌斯·曼利乌斯·乌尔索 |

1. ↑  死于前183年以后